# 魔法提琴手
《魔法提琴手》（ハーメルンのバイオリン弾き）是渡邊道明創作的奇幻冒險漫畫。以及根據原作衍生出的電視動畫、動畫電影作品。
漫畫在「月刊少年GANGAN」（艾尼克斯）上，從1991年連載到2001年，單行本全37集。於1996年上映電影，接著電視動畫於1996年放映至1997年（全25話）。

## 故事
主角的哈梅爾是個帶著大型小提琴四處旅行的勇者，但他其實是被封印在潘朵拉的箱子的魔王的兒子。他的小提琴具有特殊力量，能夠用音樂打倒魔族。在某個村莊哈梅爾與孤兒的村姑芬兒特相遇，將她從村子裡帶了出來。哈梅爾旅行的目的是為了前往魔王所居住的「北之都」。
在旅程途中，哈梅爾的青梅竹馬曁永遠的勁敵鋼琴手萊艾爾，與失去國家的王子多倫，在魔族之中長大，原為魔王軍妖鳳團長，哈梅爾的雙胞胎妹妹西撒等人加入伙伴。隨著故事進行，哈梅爾與芬兒特出生的秘密被闡明，敵人加入伙伴或是我方成為敵人，交織出複雜的人際關係，一邊描寫著每個人心中的糾葛，一行人繼續著邁向魔王所在北之都的旅行。
由登場人物全部取名自樂器，可以知道這部作品各處使用了古典音樂作為主題。主角哈梅爾與萊艾爾能夠演奏音樂做為武器，或是控制他人使其戰鬥的設定，隨處可見古典音樂登場，醞釀出作品獨特的味道。

## 動畫

### 電視動畫
自1996年10月2日至1997年3月26日於東京電視台聯播網放映。全25話。將原作特色的搞笑場景完全省略，成為嚴肅而灰暗的故事展開。作畫本身並不差，可說是適合不曉得原作的人觀賞。
當初本來預定要播1年的，結果半年就被腰斬了。據說是在音樂方面使用過多預算的關係。後期的OPED影像拿前期的東西重新編輯製作，故事的進展多處過於強硬，以及大量使用靜止畫而被形容為「不動如山」等跡象，突顯出製作的遲緩。

#### 主題歌
片頭曲
片尾曲

#### 放送清單
|  |  |

### 劇場版
於1996年4月20日公開上映。

## 游戏
艾尼克斯1995年9月29日在超級任天堂發行了同名動作遊戲。

## 外部連結
- http://ouendan.cocolog-nifty.com/blog/cat1810128/ （页面存档备份，存于）